# Spoorlijn Chartres - Orléans
De spoorlijn Chartres - Orléans is een Franse spoorlijn van Chartres naar Orléans. De lijn is 72,7 km lang en heeft als lijnnummer 556 000.

## Geschiedenis
De lijn werd in gedeeltes geopend door de Compagnie du chemin de fer d'Orléans à Rouen. Van Beaulieu-le-Coudray naar Orléans op 28 oktober 1872, van Lucé naar Beaulieu-le-Coudray op 1 mei 1873 en van Chartres naar Lucé op 29 mei 1873. 
Personenvervoer werd opgeheven op 16 februari 1942 en tussen Chartres en Voves weer hersteld op 12 december 2016. Goederenvervoer tussen Beaulieu-le-Coudray en Voves werd opgeheven in 1971 en weer hersteld op 1 juli 1987, tussen Fains-la-Folie en Orgères was het opgeheven tussen 1972 en 25 april 1991.

## Treindiensten
De SNCF verzorgt het personenvervoer op dit traject met TER treinen.
| Serie | Treinsoort | Route            | Bijzonderheden |
| ----- | ---------- | ---------------- | -------------- |
| P 33  | TER (SNCF) | Chartres – Tours |                |

## Aansluitingen
In de volgende plaatsen is of was er een aansluiting op de volgende spoorlijnen:
Chartres
RFN 409 000, spoorlijn tussen Chartres en Dreux
RFN 420 000, spoorlijn tussen Paris-Montparnasse en Brest
RFN 500 000, spoorlijn tussen Chartres en Bordeaux-Saint-Jean
RFN 553 000, spoorlijn tussen Massy-Palaiseau en Chartres
RFN 556 606, stamlijn Chartres-Lucé
Beaulieu-le-Coudray
RFN 555 000, spoorlijn tussen Beaulieu-le-Coudray en Auneau-Embranchement
Voves
RFN 550 000, spoorlijn tussen Brétigny en La Membrolle-sur-Choisille
RFN 557 000, spoorlijn tussen Voves en Toury
Patay
RFN 558 000, spoorlijn tussen Courtalain-Saint-Pellerin en Patay
aansluiting Chartres
RFN 570 000, spoorlijn tussen Paris-Austerlitz en Bordeaux-Saint-Jean

## Galerij

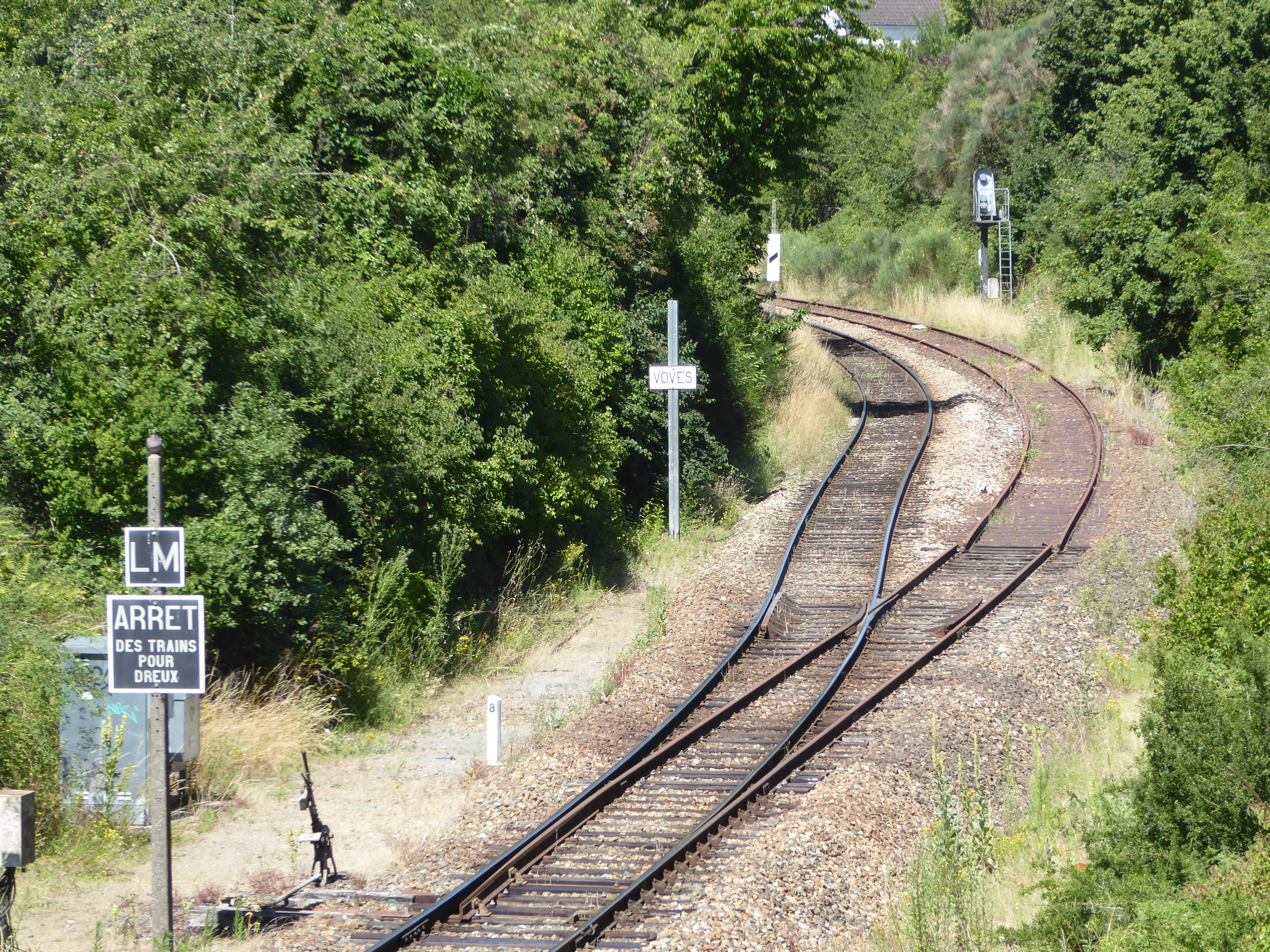
Aansluiting Mainvilliers, rechts de sporen naar Dreux
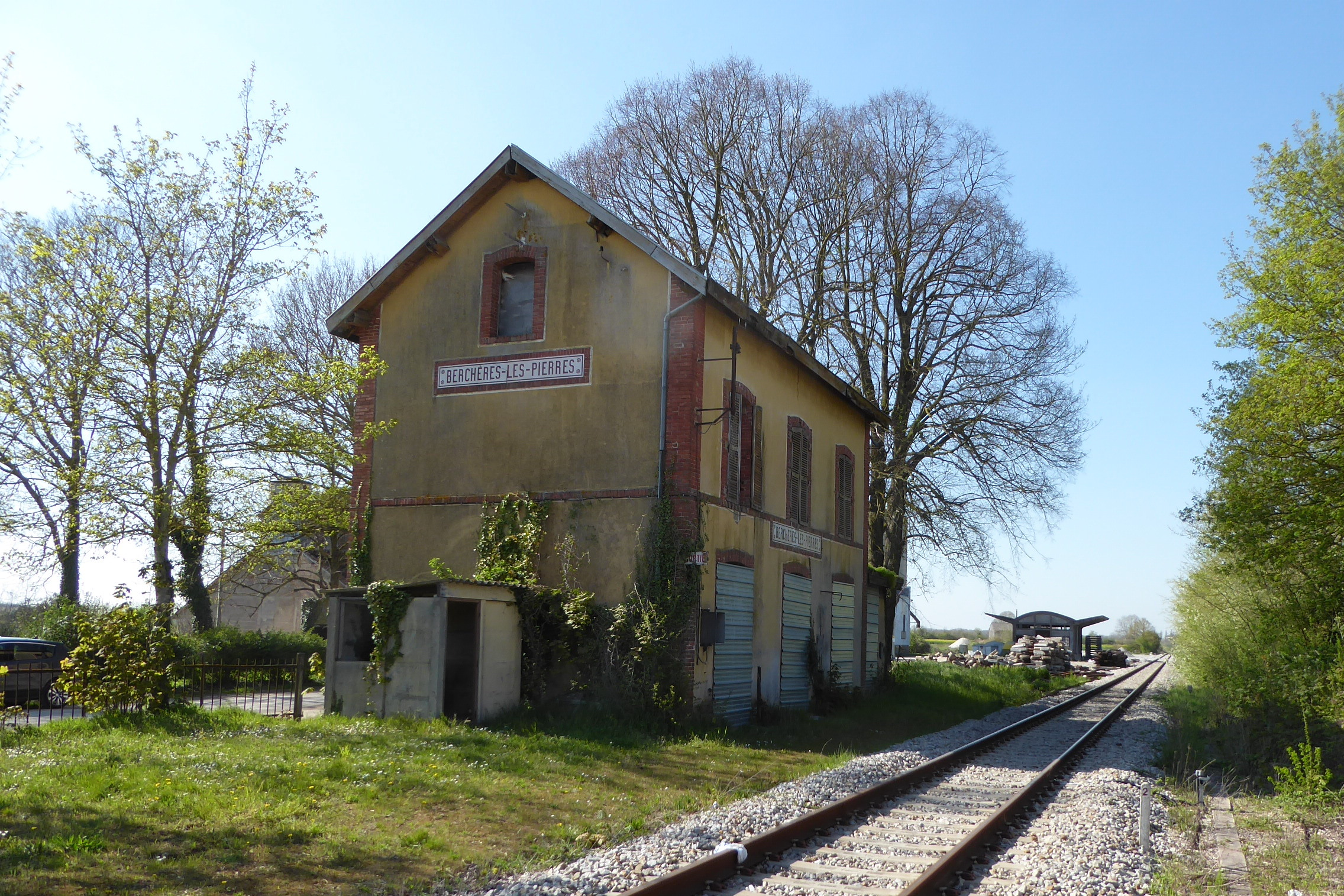
Voormalig station Berchères-les-Pierres
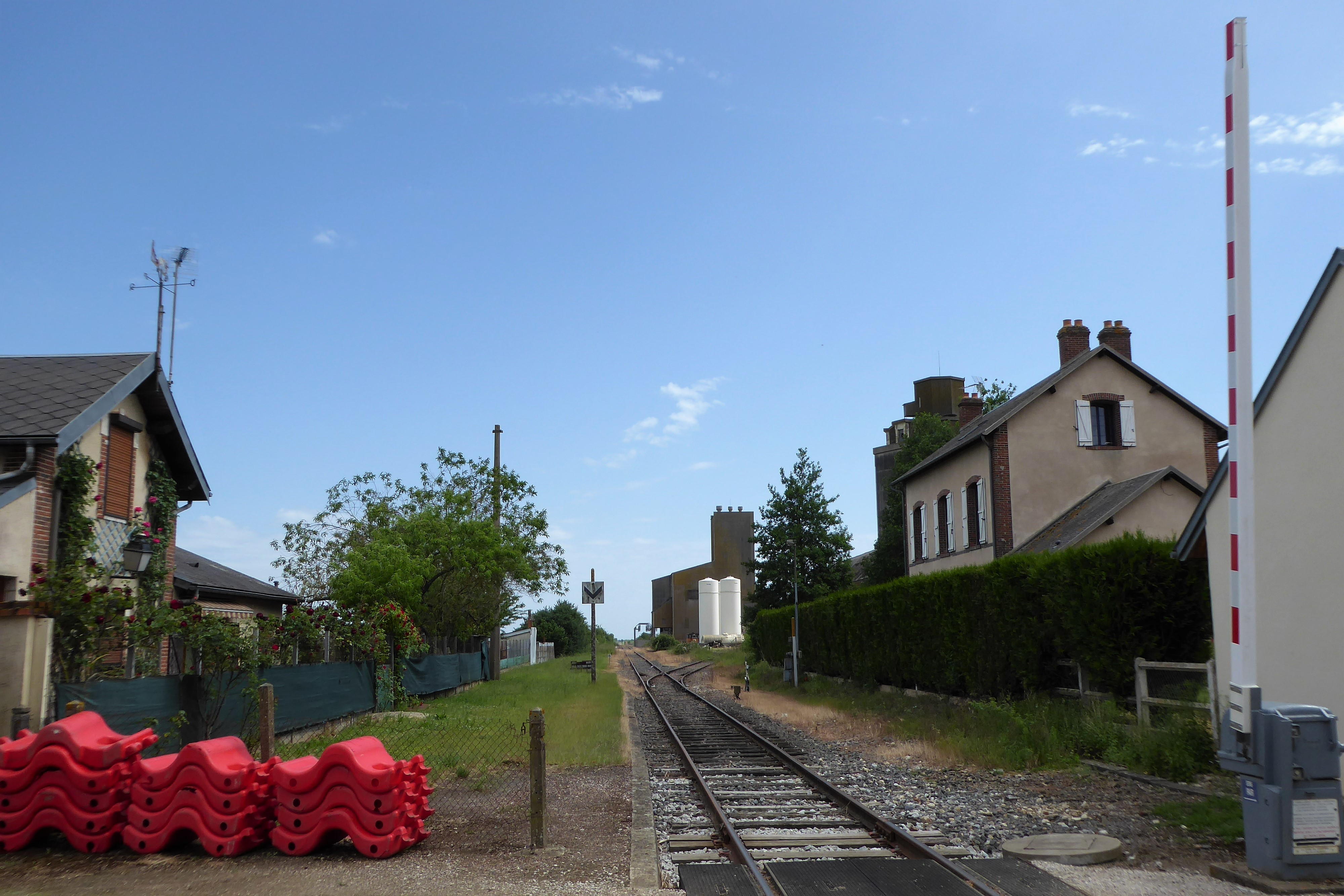
Voormalig station Fains-la-Folie
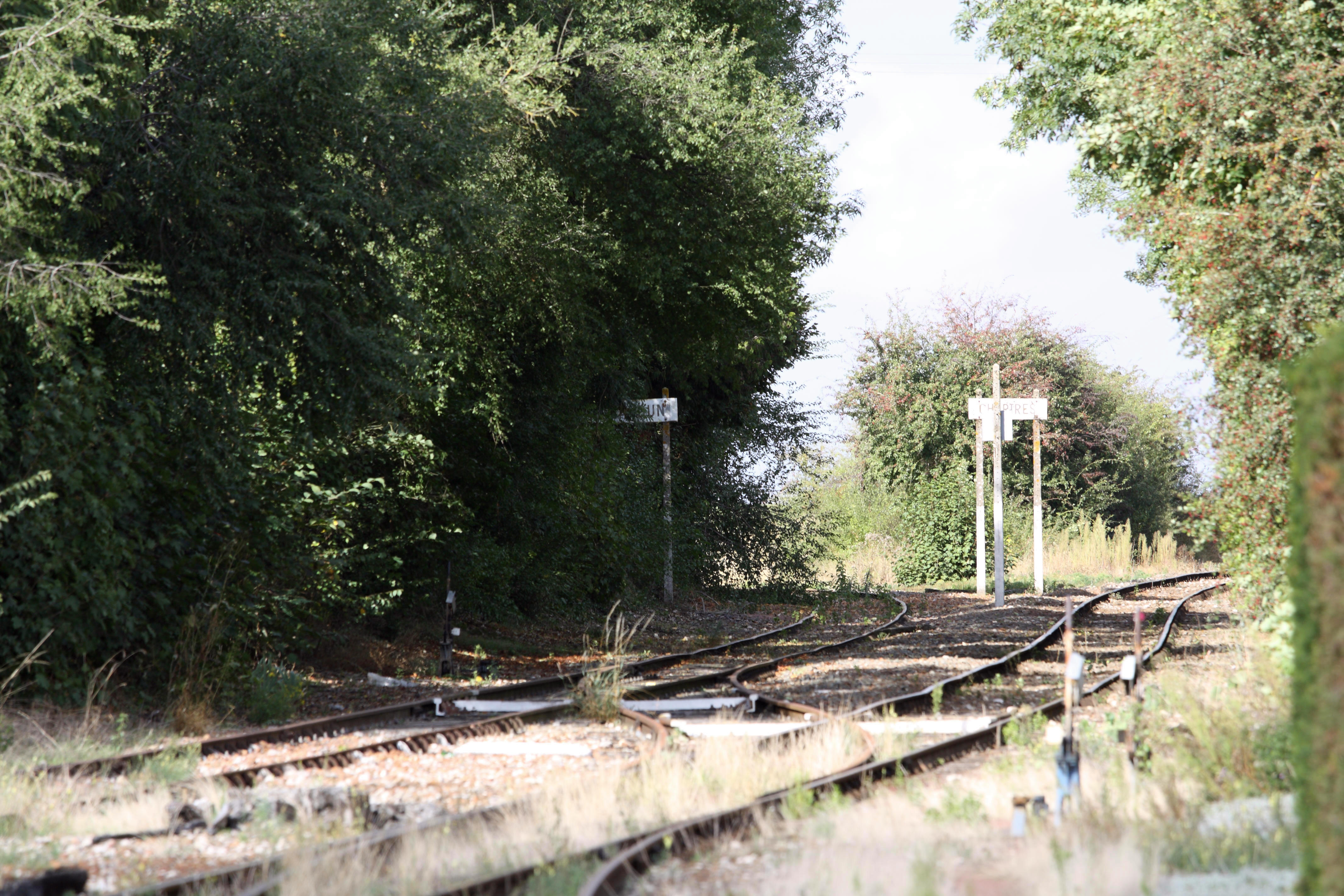
Splitsing van de lijnen Chartres - Orléans en Courtalain-Saint-Pellerin - Patay
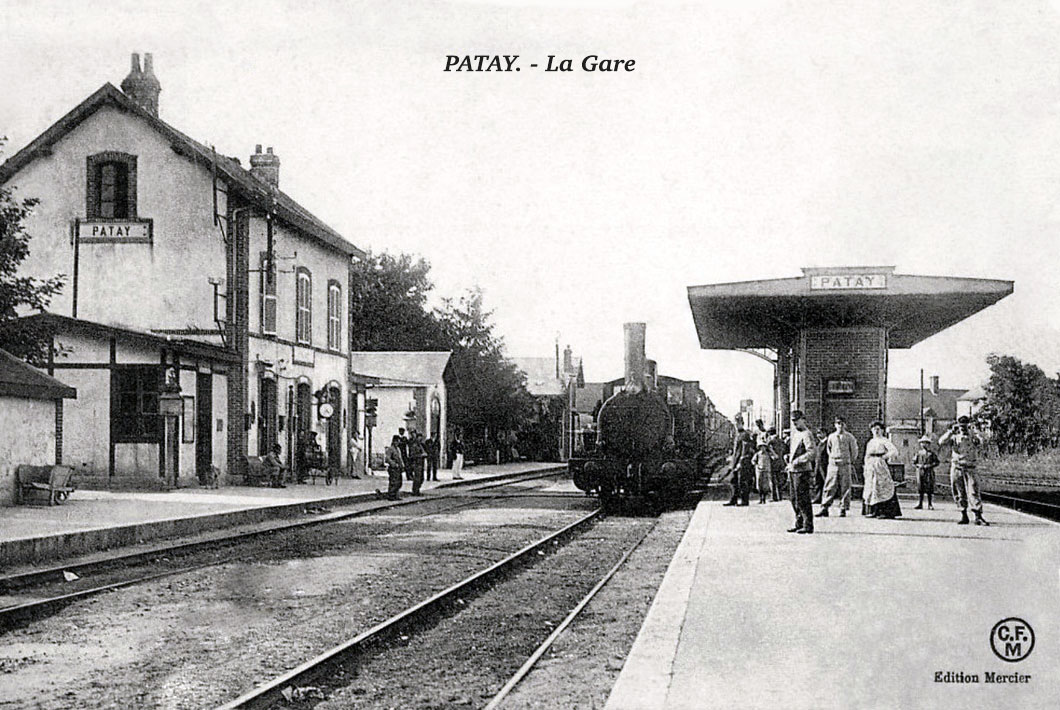
Station Patay rond 1900